# رولاند كروز
رولاند كروز (بالإنجليزية: Rolando Cruz) هو منافس ألعاب قوى أمريكي، ولد في 17 سبتمبر 1939 في ساليناس في الولايات المتحدة.

## وصلات خارجية
- رولاند كروز على موقع الاتحاد الدولي لألعاب القوى (الإنجليزية)
- رولاند كروز على موقع اللجنة الأولمبية الدولية (الإنجليزية)
- رولاند كروز على موقع أوليمبيديا (الإنجليزية)